# 徳永恂
徳永 恂（とくなが まこと、1929年2月14日 - ）は、日本の哲学者。大阪大学名誉教授、大阪国際大学名誉教授。専門はドイツ現代思想・社会思想史・ユダヤ思想。フランクフルト学派研究の第一人者。

## 経歴
出生から修学期
1929年、埼玉県浦和市で生まれた。父の転勤に伴い、鎌倉、横浜、長崎と移り住んだ。長崎中学に入学し、1945年に卒業。第五高等学校に進み、1948年に卒業。
その後は東京大学文学部に進学し、1951年に卒業。1962年から1964年、フンボルト研究員としてドイツへ留学。テオドール・アドルノに師事した。1976年からはイスラエルへ留学。
哲学研究者とs知恵
帰国後、北海道大学文学部助教授に就いた。大阪大学文学部助教授に転じ、同大学人間科学部教授に昇格。在任中には学部長も務めた。1992年に大阪大学を定年退官し、名誉教授となった。その後は大阪国際大学法政経学部教授として教鞭を執り、学部長、図書館長もつとめた。1999年に大阪国際大学を退職し、名誉教授となった。学界では、日本社会思想史学会代表幹事、神戸ユダヤ文化研究会会長をつとめた。

## 人物
「匙」、「ブレーメン館」など文学同人誌に参加し、関西棋院囲碁五段など、活動・趣味の幅も広い。

## 受賞・栄典
- 1997年：『ヴェニスのゲットーにて』で和辻哲郎文化賞を受賞。

## 家族・親族
- 祖父：徳永規矩は伝道者。
- 兄：徳永徹は医学者。国立予防衛生研究所所長や福岡女学院院長を務めた。

## 著作
著書
- 『社会哲学の復権』せりか書房 1968
  - 文庫化 講談社学術文庫 1996
- 『ユートピアの論理 フランクフルト学派研究序説』河出書房新社 1974
- 『現代批判の哲学 ルカーチ、ホルクハイマー、アドルノ、フロムの思想像』東京大学出版会 1979
- 『結晶と破片 現代思想断章』国文社 1983
- 『ヴェニスのゲットーにて 反ユダヤ主義思想史への旅』みすず書房 1997
  - 改題『ヴェニスからアウシュヴィッツへ』講談社学術文庫 2004
- 『フランクフルト学派の展開 20世紀思想の断層』新曜社 2002
- 『現代思想の断層』岩波新書 2009
- 『絢爛たる悲惨 ドイツ・ユダヤ思想の光と影』作品社 2015

共編著
- 『社会の哲学』学文社(現代哲学選書) 1975
- 『社会学講座 11 知識社会学』東京大学出版会 1976
- 『社会思想史』(全2巻) 平井俊彦共編 有斐閣新書 1978-1979
- 『マックス・ウェーバー 著作と思想』 有斐閣新書 1979
- 『社会思想史 「進歩」とは何か』弘文堂(入門双書) 1980
- 『歴史の哲学』高橋昭二共編 北樹出版(現代哲学選書) 1980
- 『フランクフルト学派再考』弘文堂 1989
- 『現代社会学群像』鈴木広共編 恒星社厚生閣 1990
- 『人間ウェーバー 人と政治と学問』厚東洋輔共編 有斐閣 1995
- 『アドルノ批判のプリズム』平凡社選書 2003

- 『インド・ユダヤ人の光と闇 ザビエルと異端審問・離散とカースト』小岸昭共著 新曜社 2005

翻訳
- 『歴史主義』カール・マンハイム著、未來社（社会科学ゼミナール）1970
- 『社会学論集：方法・宗教・政治』(現代社会学大系 5) マックス・ウェーバー著、浜島朗共訳、青木書店 1971
- 『イデオロギーとユートピア』(世界の名著) カール・マンハイム著、高橋徹共訳、中央公論社 1971
  - 改訂版 中公クラシックス 2006
- 『イデオロギーとは何か』ヤーコブ・バリオン（ドイツ語版）著、講談社現代新書 1974
- 『人間科学の理念 現象学と経験科学との対話』シュテファン・シュトラッサー（ドイツ語版）著、加藤精司共訳 新曜社 1978
- 『啓蒙の弁証法 哲学的断想』マックス・ホルクハイマー,アドルノ著、岩波書店 1990
  - 文庫化 岩波文庫 2007
- 『希望の帆 コロンブスの夢、ユダヤ人の夢』S.ヴィーゼンタール著、宮田敦子共訳 新曜社 1992
- 『過ぎ去ろうとしない過去 ナチズムとドイツ歴史家論争』ユルゲン・ハーバーマス著、三島憲一・清水多吉・小野島康雄・辰巳伸知・細見和之共訳、人文書院 1995
- 『否定弁証法』テオドール・アドルノ著、木田元・渡辺祐邦・須田朗・三島憲一・宮武昭共訳、作品社 1996
- 『アドルノ 解放の弁証法』G.シュベッペンホイザー（ドイツ語版）著、山口祐弘共訳 作品社 2000
- 『錬金術とカバラ』ゲルショム・ショーレム著、春山清純・波田節夫・柴嵜雅子共訳、作品社 2001
- 『マルクス・コレクション 1』(全7巻) カール・マルクス著、筑摩書房 2005

「ユダヤ人問題によせて」
- 『マックス・ウェーバーと妻マリアンネ 結婚生活の光と影』クリスタ・クリューガー著、加藤精司・八木橋貢共訳 新曜社 2007
- 『アドルノ伝』グシュテファン・ミュラー＝ドーム（英語版）著、監訳、柴嵜雅子・春山清純・辰巳伸知・長澤麻子・宮本真也・北岡幸代訳、作品社 2007

論文
- Cinii